# Romane Dicko
Romane Dicko (30 de setembro de 1999) é uma judoca francesa.

## Carreira
Dicko esteve nos Jogos Olímpicos de Verão de 2020 em Tóquio, onde participou do confronto de peso pesado, conquistando a medalha de bronze após derrotar a turca Kayra Sayit. Além disso, compôs o grupo francês campeão olímpico detentor da medalha de ouro na disputa por equipes.
Em 2022, obteve seu primeiro título em mundiais depois de vencer Beatriz Souza na final.
Em 2024, nos Jogos Olímpicos de Verão, conquistou a medalha de bronze na categoria +78 kg.